# Taldyqorghan (Gebiet)
Das Gebiet Taldyqorghan (kasachisch Талдықорған облысы Taldyqorghan oblyssy; russisch Талды-Курганская область Taldy-Kurganskaja oblast) war eine Verwaltungseinheit der Republik Kasachstan und zuvor als Oblast Taldy-Kurgan Teil der Kasachischen SSR der Sowjetunion. Sie wurde 1944 gegründet und existierte mit einer Unterbrechung (1959–1967) bis 1997.

## Geschichte
Die Region wurde am 16. März 1944 als Teil der Kasachischen Sozialistischen Sowjetrepublik gegründet und umfasste die zwölf nördlichen Rajons der Oblast Alma-Ata. Am 27. Dezember 1956 wurde der Bezirk Oktyabrsky dem Bezirk Panfilow angegliedert. Am 6. Juni 1959 wurde die Oblast Taldy-Kurgan wieder aufgelöst und in die Region Alma-Ata eingegliedert.
Am 23. Dezember 1967 wurde die Oblast Taldy-Kurgan erneut gebildet; sie umfasste dasselbe Gebiet, das sie bis zu ihrer Auflösung vor acht Jahren umfasste. 1973 wurde der Region der Leninorden verliehen. 1973 wurde mit dem Rajon Kerbulak eine neue Verwaltungseinheit gegründet.
Nach der Unabhängigkeit Kasachstans von der Sowjetunion wurde am 4. Mai 1993 die Transkription des Namens von der russischen Schreibweise Taldy-Kurgan in die kasachische Schreibweise Taldyqorghan geändert. Im Zuge einer Verwaltungsreform wurde das Gebiet Taldyqorghan am 22. April 1997 erneut aufgelöst und sein Territorium wieder dem Gebiet Almaty angegliedert.

## Verwaltungsgliederung
| Audan                | Einwohner | Verwaltungssitz |
| -------------------- | --------- | --------------- |
| Alaköl               | 51.619    | Üscharal        |
| Andrejew             | 38.931    | Andrejewka      |
| Aqsu                 | 36.690    | Schansügirow    |
| Burlju-Tobin         | 20.171    | Lepsi           |
| Gwardei              | 61.365    | Saryösek        |
| Kirow                | 44.897    | Kirow           |
| Panfilow             | 106.423   | Scharkent       |
| Qapal                | 28.377    | Qapal           |
| Qaratal              | 54.655    | Üschtöbe        |
| Sarqan               | 52.703    | Sarqan          |
| Taldyqorghan (Stadt) | 129.920   | Taldyqorghan    |
| Taldyqorghan         | 61.932    | Qarabulaq       |
| Tekeli (Stadt)       | 33.187    | Tekeli          |